# عصر اسطوره‌ها: بازی تخته‌ای
عصر اسطوره‌ها: بازی تخته‌ای (به انگلیسی: Age of Mythology: The Boardgame) نام یک بازی تخته‌ای است که توسط Glenn Drover ابداع شد. این بازی تخته‌ای ۴ نفره، اقتباسی از بازی رایانه‌ای عصر اسطوره‌ها می‌باشد که در سال ۲۰۰۳ توسط Eagle Games توسعه پیدا کرد.